# Cynisca oligopholis
Espèce
Synonymes
- Amphisbaena oligopholis Boulenger, 1906

Statut de conservation UICN

 EN B1ab(iii) : En danger
Cynisca oligopholis est une espèce d'amphisbènes de la famille des Amphisbaenidae.

## Répartition
Cette espèce est endémique de Guinée-Bissau.

## Description
Cette espèce de lézard est apode.

## Publication originale
- Boulenger, 1906 : Report on the reptiles collected by the late L. Fea in West Africa. Annali di Museo Civico di Storia Naturale di Genova, ser. 3, vol. 2, p. 196-216.